# Tokari (stacja kolejowa)
Tokari (ros. Токари) – stacja kolejowa w miejscowości Tokari, w rejonie podporożskim, w obwodzie leningradzkim, w Rosji. Położona jest na linii Wołchow - Murmańsk.
Stacja powstała podczas I wojny światowej, na zbudowanej wówczas murmańskiej drodze żelaznej.